# نايجل فاريل
نايجل فاريل (بالإنجليزية: Nigel Farrell)‏ هو مخرج بريطاني، ولد في 22 يناير 1953، وتوفي في 24 سبتمبر 2011 بسبب سرطان البنكرياس.

## وصلات خارجية
- نايجل فاريل على موقع IMDb (الإنجليزية)